# يوهانس بلوم
يوهانس بلوم (بالألمانية: Johannes Blum )‏ (و. 1857 – 1946 م) هو سياسي، من ألمانيا، ولد في كريفلد، توفي في كريفلد، عن عمر يناهز 89 عاماً.

## مناصب
تولى منصب عضو مجلس النواب الألماني للجمهورية فايمار، وعضو مجلس النواب البروسي.